# Choňkovce
Choňkovce é um município da Eslováquia, situado no distrito de Sobrance, na região de Košice. Tem 18,32 km² de área e sua população em 2018 foi estimada em 521 habitantes.

## Demografia
| Ano:        | 1994 | 2004   | 2014    | 2024   |
| ----------- | ---- | ------ | ------- | ------ |
| Broj ljudi: | 604  | 618    | 550     | 511    |
| Razlika:    |      | +2,31% | -11,00% | -7,09% |

| Ano:               | 2023 | 2024   |
| ------------------ | ---- | ------ |
| Número de pessoas: | 497  | 511    |
| Diferença:         |      | +2,81% |